# والتر لورد (لاعب كرة قدم)
والتر لورد (بالإنجليزية: Walter Lord)‏ هو لاعب كرة قدم بريطاني في مركز جناح ‏، ولد في 1 نوفمبر 1933 في غريمسبي ‏ في المملكة المتحدة. لعب مع غريمسبي تاون.